# منحنی شکست

منحنی شکست یا منحنی وانی، با رنگ آبی نشان داده شده‌است

منحنی وانی (انگلیسی: Bathtub curve) یا منحنی شکست، از منحنی‌های نشان‌دهنده احتمال شکست یا خرابی تجهیزات است، که کاربرد فراوانی در مهندسی قابلیت اطمینان دارد. این منحنی نمایانگر نوعی خاص از آهنگ خرابی در طول چرخه عمر یک تجهیز می‌باشد، که احتمال ناکامی در سه دوره مختلف شامل؛ خرابی‌های اولیه و مرگ زود هنگام تجهیز، شکست‌های تصادفی در اواسط بهره‌برداری و در نهایت افزایش احتمال شکست با افزایش عمر تجهیز را نشان می‌دهد. بر پایه الگوی منحنی شکست، یک محصول یا تجهیز، در زمان شروع بهره‌برداری، به‌علت نواقص موجود در طراحی یا ساخت، دچار نرخی از خرابی‌های اولیه می‌باشد، که با برطرف کردن این مسائل، آهنگ خرابی به تدریج کاهش یافته و به سطح مطلوب می‌رسد. این نرخ خرابی اغلب در طول دوره بهره‌برداری، یکسان بوده، اما در پی فرسودگی در انتهای چرخه حیات محصول، بتدریج آهنگ خرابی روندی افزایشی پیدا می‌کند.